# Eutichurus sigillatus
Eutichurus sigillatus is een spinnensoort uit de familie van de Cheiracanthiidae.
De wetenschappelijke naam van de soort werd in 1937 gepubliceerd door Arthur Merton Chickering.